# Uki (Kumamoto)
Pour les articles homonymes, voir Uki.
Uki (宇城市, Uki-shi) est une ville située dans la préfecture de Kumamoto, au Japon.

## Géographie

### Situation
Uki est située dans le centre de la préfecture de Kumamoto.

### Démographie
En juin 2020, la population d'Uki s'élevait à 58 558 habitants répartis sur une superficie de 188,61 km2.

### Hydrographie
Uki est bordée par la mer d'Ariake au nord-ouest et la mer de Yatsushiro au sud.

## Histoire
La ville d'Uki a été créée en 2005 de la fusion des anciens bourgs de Misumi, Shiranuhi, Matsubase, Ogawa et Toyono.

## Transports
Uki est desservie par les lignes Kagoshima et Misumi de la JR Kyushu.